# Harvest Moon: Back to Nature
Harvest Moon: Back to Nature (Luna de cosecha: De vuelta a la naturaleza) es un videojuego de la serie de simulación de granjas, Harvest Moon, desarrollado por Victor Interactive Software. Es el único juego de la serie Harvest Moon desarrollado para la PlayStation, así como el primer Harvest Moon publicado para una consola que no fuera Nintendo. Los personajes de Harvest Moon 64 fueron transferidos a este juego, aunque con nuevos estilos de vida, personalidades y familiares, incluyendo a las chicas cotejables de Harvest Moon 64 (Ann, Elli, Popuri, María, y Karen). 
Una adaptación orientada para las niñas, Bokujō Monogatari Harvest Moon for Girl (o simplemente "For Girls"), fue desarrollada, pero hasta el año 2007, no existía ninguna versión en inglés o en español. La ambientación de este juego fue trasladada más tarde en los años 2003 y 2005 a los juegos de Game Boy Advance Harvest Moon: Friends of Mineral Town y Harvest Moon: More Friends of Mineral Town. Además, el juego fue mezclado con la versión "For Girls" y fue lanzado en 2006 (2007 para América del Norte) como Harvest Moon: Boy & Girl para la PlayStation Portable, aunque la carátula y las instrucciones son presentadas como si fuera un juego completamente nuevo. En 2008, Marvelous Interactive publicó Harvest Moon: Back to Nature y Bokujo Harvest Moon Monogatari para la muchacha de la PlayStation 3 y PlayStation Portable a través de PlayStation Network
Este juego no difiere mucho al Harvest Moon para PSP: Boy and Girl, debido a que tienen los mismos gráficos, jugabilidad, personajes, escenas y otros aspectos muy similares. La única diferencia entre ambos juegos es que en Boy and Girl, usted puede elegir entre jugar como una niña o un niño. 

## Jugabilidad
En el juego, el personaje principal (a veces conocido como Jack) comienza con una granja en mal estado, el dinero suficiente para empezar a pequeña escala los cultivos y la falta de legitimación en la comunidad de Mineral Town. En el transcurso del juego, el jugador debe construir una próspera granja, y convertirse en amigo de los ciudadanos de Mineral Town. La jugabilidad involucra la agricultura y la interacción con la gente que el personaje se encuentre. Casi la totalidad de las acciones del jugador deben ser equilibradas entre los dos factores dominantes del juego: tiempo y dinero. Un tercer factor, la energía se interpone entre dichos factores, pero no en todas las circunstancias y en una medida cada vez menor conforme avanza el juego. 

## Trama
Hace años, el personaje principal, Jack, llegó a la granja de su abuelo durante el verano. Su abuelo estaba demasiado ocupado cuidando de la finca, como para pasar mucho tiempo con su nieto, pero el chico tenía la libertad de explorar el pueblo y el bosque a su antojo. Jack se hizo amigo de la mascota de su abuelo y conoció a una niña de su edad con quien se hicieron amigos íntimos. 
Cuando el verano terminó, el niño tuvo que volver a casa, pero prometió su amiga que iba a regresar algún día. El esperó mucho tiempo para encontrarse con ella otra vez. 
Cuando el abuelo de Jack murió años más tarde, Jack ya había crecido y se había convertido en un joven fuerte, y llegó al pueblo otra vez para hacerse cargo de la granja de su abuelo. El alcalde habló del asunto con los habitantes del pueblo, y decidieron que Jack podría permanecer como el legítimo propietario con la condición de que restaurara la granja a su estado original en un plazo de tres años. Pero si Jack no llegara a restaurarla, o si no se lleva bien con los aldeanos, que tendría que dejar la granja y marcharse. 

## Recepción
El juego recibió críticas positivas y recibió la votación de GameRankings con un 79,32%.
IGN calificó la versión original de PlayStation con un 7,5, o "buena", describiéndolo como "profundamente creativo", pero "débil gráficamente". Además, IGN puntuó la versión de este juego para PSP con un 7.1, o "decente".